# Juan de Ulloa
Pour les articles homonymes, voir Ulloa (homonymie).
Juan de Ulloa, né le 20 juin 1639 à Madrid et décédé vers 1723 à Rome, est un jésuite et philosophe espagnol.

## Biographie
Juan de Ulloa commence par enseigner la philosophie à Alcalá, puis l'Écriture sainte et la théologie à Murcie, avant d'être appelé par le Supérieur général Tirso González pour enseigner la théologie à Rome. On lui doit de nombreux ouvrages bien représentatifs de l'école jésuite de la fin du XVIIe siècle. Il est un des brillants élèves de Sebastián Izquierdo, et connaît bien toute la tradition d'Alcalá. C'est notamment à lui que l'on doit plusieurs retranscriptions de manuscrits de Gaspar Ribadeneira et de Andreas Junius (Andrew Young). Il a également été examinateur synodal de l'évêché de Carthagène et de l'archevêché de Tolède, et consulteur de la Congrégation des rites.

## Œuvres
- Prodomus, seu prolegomena ad scholasticas disciplinas, Roma : ex officina Cajetani Zenobii, 1711 ; Secunda editio multo auctior, Madrid : ex typografia Antonii Marin, 1748.
- Dialectica, seu logica minor, Roma : ex Typographia Paul Komareck, 1711.
- Logica maior, Roma : ex Officina Cajetani Zenobii, 1712.
- Philosophia naturalis, Roma : ex Officina Cajetani Zenobii, 1712.
- Physica speculativa quatuor distinctionibus distincta, Roma : typis Jo. Francisci Chracas, 1713.
- De Anima disputationes quatuor, Roma : typis Jo. Francisci Chracas, 1715.
- Theologia scholastica quinque tomis comprehensa. I. De Deo atque de ejus possessione. II. De actibus humanis. III. De tribus virtutibus thelogicis atque de justitia, prima virtutum pure moralium. IV. De Sacramentis in genere et poenitentia. V. De incarnatione et eucharistia, Augustae Vindelicorum, 1719, 5 tomes en 3 vol.
- De primis et ultimis temporibus, seu De Principio et Fine Mundi, Disputationes quatuor cum tribus indicibus, Augsburg, 1719.